# مداک
مداک (به انگلیسی: Medak) یک منطقهٔ مسکونی در هند است که در بخش میدک واقع شده‌است. مداک ۹٬۶۹۹ کیلومتر مربع مساحت و ۴۴٬۲۵۵ نفر جمعیت دارد و ۴۴۲ متر بالاتر از سطح دریا واقع شده‌است.